# Louise du Bellay de la Pallu
Pour les autres membres de la famille, voir Famille du Bellay.
Louise du Bellay de la Pallu, morte en 1644, religieuse française, membre de la famille du Bellay. Elle est abbesse de Nyoiseau, charge dans laquelle l'avaient précédée une tante et deux cousines. 

## Biographie
Elle est la fille de Jacques du Bellay, premier seigneur de la Palu. Elle avait été mise au couvent dès l'âge de dix ans pour y vivre sous la conduite de Guyonne du Bellay de la Courbe, sa cousine germaine, et jugée capable de faire sa profession n'étant âgée que de treize ans, le jour de la Saint-Jérôme, 1615.
De 1546 à 1616, la famille du Bellay impose successivement trois abbesses : Madeleine, Anne et Guyonne. II faut l'intervention du roi Louis XIII pour empêcher l'intronisation de Louise du Bellay de la Pallu et tenter de rétablir l'ordre bénédictin compromis : le roi fait venir à Nioyseau une maîtresse femme, Françoise Roy, bénédictine à l'abbaye Notre-Dame de Nevers. Quand cette dernière voulut introduire la réforme dans l'abbaye, la famille du Bellay, qui ambitionnait la crosse abbatiale pour la jeune religieuse, favorisa la résistance d'une partie de la communauté. Louise du Bellay se retira dans sa famille. 
La nouvelle mère supérieure réussit le retour à la stricte observance de la règle de saint Benoît. Quand elle meurt, en 1643, l'abbaye Notre-Dame de Nioyseau accueille une cinquantaine de sœurs. Louise d'ailleurs fut choisie par Françoise Roy comme coadjutrice malgré son jeune âge (6 avril 1618 et octobre 1619), et se montra digne de la seconder dans son œuvre.[réf. nécessaire]
Elle lui succéda au mois de mai 1643, et, étant décédée le 22 avril 1644, elle fut enterrée à ses pieds dans l'église, sous une tombe de cuivre jaune. 
« « Elles avaient toujours été très unies, dit le nécrologe, ayant toutes deux les mêmes inclinations, et devenue abbesse, madame du Bellay avoit constamment suivi les règlements institués par sa devancière. »  »
Son oraison funèbre par le P. Irénée de Sainte-Catherine, carme (Angers, 1645, in-4°), est dédiée à Charlotte du Bellay, prieure claustrale, sa sœur.